# Генрі Ларсен (норвезький веслувальник)
Генрі Ларсен (норв. Henry Larsen, 16 серпня 1891 — 20 січня 1969) — норвезький академічний веслувальник.
Бронзовий призер Олімпійських Ігор 1920 року в складі розпашної четвірки зі стерновим.